# Pinctada vidua
Pinctada vidua is een tweekleppigensoort uit de familie van de Pteriidae. De wetenschappelijke naam van de soort is voor het eerst geldig gepubliceerd in 1850 door Gould.